# 존 설리번 (오클라호마의 정치인)
존 알프레드 설리번(John Alfred Sullivan, 1965년 1월 1일 ~ )는 미국의 정치인이다.

## 학력
- 노스이스턴 주립 대학교 경영학 학사

## 경력
- 1995.01 ~ 2002.02 제45·46·47·48대 오클라호마 제71선거구 하원의원
- 2002.02 ~ 2013.01 제107·108·109·110·111·112대 미국 오클라호마 제1선거구 연방하원의원

## 역대 선거 결과
| 선거명        | 직책명                           | 대수  | 정당   | 득표율   | 득표수    | 결과 | 당락                       |
| ------------- | -------------------------------- | ----- | ------ | -------- | --------- | ---- | -------------------------- |
| 1994년 선거   | 하원의원 (오클라호마 제71선거구) | 45대  | 공화당 | 56.38%   | 5,925표   | 1위  | 오클라호마 주의원 당선     |
| 1996년 선거   | 하원의원 (오클라호마 제71선거구) | 46대  | 공화당 | 65.34%   | 8,327표   | 1위  | 오클라호마 주의원 당선     |
| 1998년 선거   | 하원의원 (오클라호마 제71선거구) | 47대  | 공화당 | 79.72%   | 6,402표   | 1위  | 오클라호마 주의원 당선     |
| 2000년 선거   | 하원의원 (오클라호마 제71선거구) | 48대  | 공화당 | 단독후보 | 무투표    | 1위  | 오클라호마 주의원 당선     |
| 2002년 재선거 | 하원의원 (오클라호마 제1선거구)  | 107대 | 공화당 | 53.79%   | 61,694표  | 1위  | 오클라호마주 하원의원 당선 |
| 2002년 선거   | 하원의원 (오클라호마 제1선거구)  | 108대 | 공화당 | 55.62%   | 119,566표 | 1위  | 오클라호마주 하원의원 당선 |
| 2004년 선거   | 하원의원 (오클라호마 제1선거구)  | 109대 | 공화당 | 60.19%   | 187,145표 | 1위  | 오클라호마주 하원의원 당선 |
| 2006년 선거   | 하원의원 (오클라호마 제1선거구)  | 110대 | 공화당 | 63.64%   | 116,920표 | 1위  | 오클라호마주 하원의원 당선 |
| 2008년 선거   | 하원의원 (오클라호마 제1선거구)  | 111대 | 공화당 | 66.17%   | 193,351표 | 1위  | 오클라호마주 하원의원 당선 |
| 2010년 선거   | 하원의원 (오클라호마 제1선거구)  | 112대 | 공화당 | 76.80%   | 151,173표 | 1위  | 오클라호마주 하원의원 당선 |